# Epir-mupi
Epir-mupi (XXIII w. p.n.e.) – ensi miasta Suza, wyznaczony na ten urząd przez akadyjskiego króla Naram-Sina. Później stał się zarządcą (sukkal) Elamu. 

## Literatura
- Boehmer R.M., "Zur Datierung des Epirmupi", Zeitschrift für Assyriologie und Vorderasiatische Archäologie 58/1 (1967), s. 302–310.